# Temnothorax wroughtonii
Temnothorax wroughtonii is een mierensoort uit de onderfamilie van de Myrmicinae. De wetenschappelijke naam van de soort is voor het eerst geldig gepubliceerd in 1904 door Auguste Forel.